# کلود (خواننده)
کلود (به انگلیسی: Claude) با نام کامل کلود کیامبه (به انگلیسی: Claude Kiambe) (زاده ۱۶ سپتامبر ۲۰۰۳) خواننده و ترانه‌سرا هلندی و متولد کنگو است.
او نماینده هلند در یوروویژن ۲۰۲۵ است.